# Bryce Pinkham
Bryce Allen Pinkham (nacido el 19 de octubre de 1982) es un actor y cantante estadounidense. Ha aparecido en el drama de época de PBS Mercy Street. En Broadway, interpretó a Monty Navarro en A Gentleman's Guide to Love and Murder. Por este papel, recibió nominaciones a un Premio Tony al mejor actor principal en un musical y a un Grammy (mejor álbum de teatro musical). Es becario de artes Leonore Annenberg y cofundador de Zara Aina, una compañía de teatro infantil sin fines de lucro en Madagascar. Da voz a Stolas en la serie web animada para adultos Helluva Boss.

## Vida personal
Pinkham nació en Redding, California. Se crio en el área este de la Bahía de San Francisco. Asistió a la escuela secundaria Campolindo en Moraga, California. Se graduó en el Boston College y en la Escuela de Drama de Yale.
En 2012, Pinkham cofundó la compañía de teatro infantil sin fines de lucro Zara Aina (Share Life) con Lucas Caleb Rooney, para empoderar a los niños en riesgo en Madagascar.
En 2015, Pinkham dijo: "Hice musicales cuando era niño, y siempre fue un sueño estar en un musical de Broadway, ser el protagonista de un musical ganador de un Tony".
Es un ávido excursionista y ha recorrido las montañas de Sierra Nevada, así como Nueva Zelanda e Islandia.

## Carrera
Pinkham tuvo algunos papeles en Ghost: The Musical y Bloody Bloody Andrew Jackson en Broadway. En 2013, interpretó el papel de Monty Navarro en la producción de Broadway de A Gentleman's Guide to Love and Murder, por la que fue nominado a un Premio Tony al mejor actor principal en un musical, así como a un Premio Grammy. Interpretó el papel en Broadway durante más de 700 funciones. En 2014, interpretó a Paul Revere en un comercial introductorio titulado Invasión italiana para el Fiat 500L, creado por Doner Company.
Interpretó a Peter Patrone en la reposición de Broadway de The Heidi Chronicles y fue nominado a un premio Outer Critics Circle y al premio Drama League por interpretación distinguida. En 2016, regresó a Broadway liderando el elenco del musical de Roundabout Theatre Company, Irving Berlin's Holiday Inn. Sus apariciones en cine y televisión incluyen como personaje regular en la segunda temporada de la serie de televisión Mercy Street, interpretando al Mayor Clayton McBurney III, jefe del hospital Union Army. Otros papeles incluyen actuaciones en la comedia The Comedian (2016), protagonizada por Robert De Niro, y en el drama de Netflix de Baz Luhrmann The Get Down y en los dramas de CBS The Good Wife y Person of Interest. Apareció en la miniserie de PBS God in America, "A Nation Reborn Drama" (2010). En 2012, Pinkham recibió la beca Leonore Annenberg otorgada a "un número limitado de jóvenes bailarines, músicos, actores y artistas visuales excepcionalmente talentosos mientras completan su formación y comienzan su vida profesional".
Pinkham actualmente da voz a Stolas en la serie web animada para adultos de YouTube Helluva Boss.

## Filmografía
| Año           | Título             | Papel                      | Notas                     |
| ------------- | ------------------ | -------------------------- | ------------------------- |
| 2010          | The Good Wife      | Dr. Hanson                 | CBS                       |
| 2010          | God in America     | Charles Briggs             | PBS                       |
| 2012          | Person of Interest | Leland Raines              | CBS                       |
| 2014          | Wallflowers        | Greg                       | 2 episodios               |
| 2016          | The Comedian       | Devon O'Connor             |                           |
| 2016          | It Had to Be You   | Psicópata de la televisión |                           |
| 2017          | The Get Down       | Julien                     | Netflix                   |
| 2017          | Mercy Street       | Clayton McBurney III       | PBS                       |
| 2018          | Blindspot          | Jack Izenberg              | 2 episodios               |
| 2019          | Proven Innocent    | Connor Mayfeld             | 5 episodios               |
| 2019          | Almost Love        | Taylor                     |                           |
| 2019          | Instinct           | Paul                       | Episodio: "One-of-a-Kind" |
| 2020          | The Blacklist      | Newton Purcell             | NBC                       |
| 2020–presente | Helluva Boss       | Stolas (voz)               | YouTube                   |
| 2022          | Julia              | John Updike                | HBO Max                   |

## Teatro
| Año       | Título                                         | Papel                                     | Teatro                        | Notas                     |
| --------- | ---------------------------------------------- | ----------------------------------------- | ----------------------------- | ------------------------- |
| 2009      | Bloody Bloody Andrew Jackson                   | Henry Clay                                | Teatro Público                | Concierto                 |
| 2010      | A Funny Thing Happened on the Way to the Forum | Hero                                      | Williamstown Theatre Festival | Regional                  |
| 2010–2011 | Bloody Bloody Andrew Jackson                   | Henry Clay / Black Fox u/s Andrew Jackson | Teatro Bernard B. Jacobs      | Cast Original de Broadway |
| 2012      | Ghost                                          | Carl Bruner                               | Lunt-Fontanne Theatre         | Cast Original de Broadway |
| 2013–2015 | A Gentleman's Guide to Love and Murder         | Monty Navarro                             | Walter Kerr Theatre           | Cast Original de Broadway |
| 2014      | Waitress                                       | Dr. Jim Pomatter                          | American Repertory Theater    | Workshop                  |
| 2015      | The Heidi Chronicles                           | Peter Patrone                             | Music Box Theatre             |                           |
| 2015–2016 | A Gentleman's Guide to Love and Murder         | Monty Navarro                             | Walter Kerr Theatre           | Cast Original de Broadway |
| 2016      | 1776                                           | John Dickinson                            | New York City Center          | Encores!, Off-Broadway    |
| 2016      | Holiday Inn                                    | Jim                                       | Studio 54                     | Cast Original de Broadway |
| 2017      | My Fair Lady                                   | Freddy Eynsford-Hill                      | Civic Opera House             | Ópera lírica de Chicago   |
| 2017      | El hombre de La Mancha                         | Don Quijote / Miguel de Cervantes         | Merkin Hall                   | Concierto                 |
| 2018      | Chess                                          | The Arbiter                               | Centro Kennedy                | Pre-Broadway              |
| 2019      | Superhero                                      | Jim                                       | Tony Kiser Theater            | Cast Original de Broadway |
| 2019      | Benny & Joon                                   | Sam                                       | Paper Mill Playhouse          |                           |
| 2019      | The Great Society                              | Robert F. Kennedy                         | Vivian Beaumont Theatre       | Cast Original de Broadway |
| 2022      | Little Shop of Horrors                         | Orin Scrivello & otros                    | Westside Theatre              | Off-Broadway, reemplazo   |
| 2022–2023 | Ohio State Murders                             | Robert Hampshire                          | James Earl Jones Theatre      | Cast Original de Broadway |
| 2022      | Chess                                          | The Arbiter                               | Broadhurst Theatre            | Concierto de Broadway     |
| 2023      | Little Shop of Horrors                         | Orin Scrivello & otros                    | Westside Theatre              | Off-Broadway, reemplaz    |
| 2023-2024 | Little Shop of Horrors                         | Orin Scrivello & otros                    | Westside Theatre              | Off-Broadway, reemplaz    |